# Nuweiba
Nuweiba (arabsky نويبع) je malé egyptské město na Sinajském poloostrově na pobřeží Akabského zálivu.
Původně beduínské město, které sloužilo v době izraelské okupace Sinajského poloostrova po Šestidenní válce jako významná vojenská základna a bylo Izraelem přejmenována na Neviot. Po návratu města pod egyptskou kontrolu byl vybudován důležitý přístav, který zajišťuje zejména důležité spojení s jordánskou Akabou.
V současnosti zejména populární turistická destinace s řadou hotelů, které umožňují mimo jiné potápění a šnorchlování mezi korálovými útesy.